# THE BEST OF CRUSH 40 - SUPER SONIC SONGS
『THE BEST OF CRUSH 40 - SUPER SONIC SONGS』（ザ・ベスト・オブ・クラッシュフォーティー - スーパー・ソニック・ソングス）は、2009年11月18日に発売された、Crush 40のベスト・アルバム。

## 収録曲
1. I Am...All Of Me
（作詞：Johnny Gioeli　作曲・編曲：瀬上純）
アルバムミックス、PS2、ニンテンドー ゲームキューブとXbox用ゲームソフト「シャドウ・ザ・ヘッジホッグ」メインテーマ
2. His World
（作詞：Johnny Gioeli　作曲：大谷智哉　編曲：瀬上純）
カヴァー曲 & アルバムミックス、アルバム「セヴラル・ウィルズ」に収録されている
3. Un-gravitify
（作詞：runblebee　作曲：床井健一　編曲：瀬上純）
カヴァー曲、オリジナル曲はWiiとPS2用ゲームソフト「ソニックライダーズ シューティングスターストーリー」メインテーマ
4. All Hail Shadow
（作詞・作曲：MAGNA-FI　編曲：瀬上純）
カヴァー曲、PS3とXbox 360用ゲームソフト「SONIC THE HEDGEHOG」に使用されたシャドウのテーマソング
5. Never Turn Back
（作詞：Johnny Gioeli　作曲・編曲：瀬上純）
PS2、ニンテンドー ゲームキューブとXbox用ゲームソフト「シャドウ・ザ・ヘッジホッグ」メインテーマファイナルエンディング
6. Revvin' Up
（作詞：Johnny Gioeli　作曲・編曲：瀬上純）
アーケードゲーム「NASCAR Arcade」中級コースゲーム中楽曲、Crush 40の1stアルバム「Thrill Of The Feel」(Sons Of Angels名義)、2ndアルバム「Crush 40」に収録されている
7. Into The Wind
（作詞：Johnny Gioeli　作曲・編曲：瀬上純）
アーケードゲーム「NASCAR Arcade」上級コースゲーム中楽曲、Crush 40の1stアルバム「Thrill Of The Feel」(Sons Of Angels名義)、2ndアルバム「Crush 40」に収録されている
8. Watch Me Fly...
（作詞：Johnny Gioeli　作曲・編曲：瀬上純）
アーケードゲーム「NASCAR Arcade」スタッフロール曲、Crush 40の1stアルバム「Thrill Of The Feel」(Sons Of Angels名義)、2ndアルバム「Crush 40」に収録されている
9. Fire Woman
（作詞：Ian Astbury　作曲：Billy Duffy　編曲：瀬上純）
The Cultのカヴァー
10. Sonic Heroes
（作詞：Johnny Gioeli　作曲・編曲：瀬上純）
PS2、ニンテンドーゲームキューブとXbox用ゲームソフト「ソニック ヒーローズ」(以降SH)メインテーマ
11. What I'm Made Of...
（作詞：Johnny Gioeli　作曲・編曲：瀬上純）
SH最終ボスのテーマソング
表記はないが、実際収録されたのは2007ミックスバージョン
12. Live Life
（作詞：Johnny Gioeli　作曲・編曲：瀬上純　ストリングスアレンジ：蓑部雄崇）
Wii用ゲームソフト「ソニックと暗黒の騎士」(以降SBK)エンディングテーマ
13. Knight Of The Wind
（作詞：Johnny Gioeli　作曲・編曲：瀬上純　ストリングスアレンジ：蓑部雄崇）
アルバムミックス、SBKメインテーマ
14. Live&Learn
（作詞：Johnny Gioeli　作曲・編曲：瀬上純）
ドリームキャスト用ゲームソフト「ソニックアドベンチャー2」メインテーマ
15. Open Your Heart
（作詞：瀬上純 & Takahiro Fukuda　作曲：瀬上純 & 床井健一　編曲：瀬上純） 
アルバムミックス、ドリームキャスト用ゲームソフト「ソニックアドベンチャー」メインテーマ
16. Is It You
（作詞：Johnny Gioeli　作曲・編曲：瀬上純）
本アルバムのために録音された新曲

## ラインナップ

### メイン
Johnny Gioeli - ヴォーカル

瀬上純 - ギター

種子田健 - ベース

河村徹 - ドラムス

### サポート
柴田直人 - ベース（Track 6～8、15）

本間大嗣 - ドラムス（Track 6～8、15）

Mark Schulman - ドラムス（Track 11）

Katsuji - ドラムス（Track 10、12、14）

中川貴美子ストリングス - ストリングス（Track 12、13）